# Villette (livro)
Villette é um romance escrito por Charlotte Brontë e publicado em 1853. Villette é baseado no período em que ela trabalhou como professora em Bruxelas, e é considerado seu romance mais maduro.